# Avigdor Kahalani
Avigdor Kahalani (hebrejsky: אביגדור קהלני, narozen 16. června 1944) je penzionovaný izraelský brigádní generál a politik. Během své vojenské kariéry obdržel medaili Za zásluhy a medaili Za hrdinství, bojoval v šestidenní v jomkipurské válce a v armádě strávil třicet let. Jako politik působil po dvě funkční období jako poslanec Knesetu a v letech 1996 až 1999 zastával v izraelské vládě post ministra vnitřní bezpečnosti.

## Biografie
Narodil se v Nes Cijoně ještě za dob britské mandátní Palestiny. Vystudoval bakalářský obor historie na Telavivské univerzitě a magisterský obor politologie na Haifské univerzitě. V rámci své vojenské kariéry studoval na Command and General Staff College v Fort Leavenworthu v Kansasu a americkou National Defense College.

### Vojenská kariéra
Kahalani působil po třicet let v Izraelských obranných silách jako voják z povolání a během této doby dosáhl hodnosti brigádního generála. Během své služby v průběhu šestidenní války v roce 1967 byl těžce zraněn, když byl zasažen jeho tank Centurion. Za svou službu v této válce byl odměněn medaili Za zásluhy. Během jomkipurské války v roce 1973 sloužil jako velitel obrněného pluku na Golanských výšinách a za výjimečný výkon během několika tankových bitev mu byla udělena medaile Za hrdinství. Během války velel Kahalani skupině narychlo sestavených tanků a obrněných posádek z různých jednotek (izraelské síly byly v té době v nesourodém stavu v důsledku překvapivého arabského útoku). Kahalaniho skupina odrazila mnohem lépe početně vybavené syrské síly, které měly v počátečních dnech války obsadit izraelské pozice na Golanských výšinách. Tato bitva se později ukázala být jedním z rozhodujících okamžiků války. Po válce bylo údolí, v němž se bitva odehrála, přejmenováno na tzv. údolí Slz (ha-emek Bacha). Během své kariéry Kahalani velel například 7. brigádě nebo 38. divizi.

### Politická kariéra
Po opuštění armády vstoupil do politiky. Nejprve působil jako místostarosta Tel Avivu a v roce 1992 byl v parlamentních volbách zvolen poslancem Strany práce. Během svého prvního funkčního období byl členem zahraničního a branně-bezpečnostního výboru a výboru pro vzdělávání a kultur. Mimo to byl aktivní ve výboru pro záchranu jemenských Židů a rovněž tak zastával post Golanské lobby. Dále byl předsedou Přátel nadace LIBI a prezidentem Izraelského sdružení pro léčbu drogové závislosti.
Během svého prvního funkčního období opustil Stranu práce a společně s Emanuelem Zismanem založil Třetí cestu. Nově vzniklá strana v následných volbách v roce 1996 získala čtyři poslanecké mandáty a stala se součástí koaliční vlády Benjamina Netanjahua, v níž Kahalani obsadil post ministra vnitřní bezpečnosti.
Ve volbách v roce 1999 však strana nepřekročila volební práh a Kahalani přišel o svůj poslanecký mandát. Později vstoupil do strany Likud, za níž kandidoval ve volbách v roce 2003 ze 43. místa kandidátní listiny. Strana však získala pouze 38 mandátů a Kahalani se tím pádem do Knesetu nedostal.
Od listopadu 2007 je předsedou Organizace pro vojáka.
Je ženatý a má tři děti.

## Dílo
- The Heights of Courage: A Tank Leader's War on the Golan (1975)
  -  Tanky proti tankům. Praha: Český výbor Keren Kayemeth LeIsrael, 2008. 170 s. ISBN 978-80-254-1661-7. (český překlad)
- A Warrior's Way (1989)